# Кулиев, Аббас Шахбазович
Аббас Шахбазович Кулиев (1916—1998) — капитан Рабоче-крестьянской Красной Армии, участник Великой Отечественной войны, Герой Советского Союза (1945).

## Биография
Аббас Кулиев родился 15 сентября 1916 года в селе Шекерабад (ныне — Бабекский район Нахичеванской республики Азербайджана). После окончания Бакинского педагогического техникума и Азербайджанского театрального института работал артистом в Нахичеванском драматическом театре. В июне 1941 года Кулиев был призван на службу в Рабоче-крестьянскую Красную Армию. С того же года — на фронтах Великой Отечественной войны. В 1943 году он ускоренным курсом окончил Сумское артиллерийское училище. К августу 1944 года гвардии старший лейтенант Аббас Кулиев командовал батареей 279-го гвардейского лёгкого артиллерийского полка 23-й гвардейской лёгкой артиллерийской бригады 5-й артиллерийской дивизии прорыва 4-го артиллерийского корпуса прорыва 69-й армии 1-го Белорусского фронта. Отличился во время освобождения Польши.
2 августа 1944 года батарея Кулиева переправилась через Вислу в районе населённого пункта Застув-Карчмиски в 18 километрах к югу от города Пулавы и поддерживала пехоту при штурме господствующей высоты. Противник предпринял ряд контратак против советских частей на плацдарме, но батарея Кулиева успешно отразила их, удержав плацдарм до переправы основных сил.
Указом Президиума Верховного Совета СССР от 21 февраля 1945 года гвардии старший лейтенант Аббас Кулиев был удостоен высокого звания Героя Советского Союза с вручением ордена Ленина и медали «Золотая Звезда».
После окончания войны в звании капитана Кулиев был уволен в запас. Проживал в Нахичевани, работал заместителем Министра просвещения Нахичеванской АССР, затем секретарём Президиума Верховного Совета республики. После окончания в 1953 году Высшей партийной школы при ЦК КП АзССР Кулиев был председателем Нахичеванского городского совета, заведующим отделом Бабекского райисполкома.
Умер 30 декабря 1998 года (по другим данным — в 1997 году).
Был также награждён орденами Красного Знамени и Александра Невского, двумя орденами Отечественной войны 1-й степени, орденом Трудового Красного Знамени, рядом медалей.